# Le Passage de Vénus
Pour plus de détails, voir Fiche technique et Distribution.
Le Passage de Vénus est un film français réalisé par Maurice Gleize, sorti en 1951, dernier film du réalisateur, adaptation de la comédie-bouffe éponyme de Georges Berr et Louis Verneuil.

## Synopsis
Un homme rentre chez lui complètement ivre. Le lendemain, il apprend qu'une femme a été attaquée et violée, et se persuade qu'il est coupable.

## Fiche technique
- Réalisation : Maurice Gleize
- Scénario : Georges Berr
- Décors : Lucien Carré
- Photographie : Paul Cotteret
- Son : Tony Leenhardt
- Montage : Renée Guérin
- Musique : Georges Derveaux[1]
- Société de production : Arca Films
- Production : Albert-Pierre Barrière
- Sociétés de distribution : Les Films Marceau et Mondial Films
- Format : Noir et blanc - 35 mm - 1,37:1 - Mono
- Pays de production :  France
- Genre : Comédie
- Durée : 93 minutes
- Date de sortie : France, 30 août 1951
- Affiche : Pierre Levé (France)

## Distribution
- Pierre Larquey : Virgile Seguin
- Blanchette Brunoy : Hortense Bicquois
- Annette Poivre : Gudule
- Frédéric Duvallès : Lazare Chantoiseau
- Raymond Bussières : Gigout
- Félix Oudart : le juge Bulle
- Roland Armontel : Gustave Bicquois
- Rivers Cadet : M. Rabusset
- Bernard Charlan : Rémi
- Paul Demange : Trapu
- Maurice Dorléac : le commissaire
- Thérèse Dorny : Zoé Chantoiseau
- Milly Mathis : Mme Rabusset
- Jacques Meyran : M. Mouche
- Claude Nicot : Pascal Pommier
- Al Cabrol : Bibi la Barbouse
- Jean Richard
- Paul Demange
- Nadine Tallier : Gisèle
- Christine Carrère
- Christiane Carlove
- Georgette Lorelle